# トニー・ブース
トニー・ブース及びアンソニー・ジョージ・ブース（Anthony George Booth, Tony Booth, 1931年10月9日 - 2017年9月26日）は、イギリスのリヴァプール出身の俳優。BBCのシリーズTil Death Us Do Partで知られている。

## 来歴
舞台で活躍した後に映画やテレビに出演。前述のTil Death Us Do Partや、人気ソープ・オペラの『コロネーション・ストリート』などにも出演。

### プライベート
4度の結婚で8人の娘がおり、その中のシェリーは著名な勅撰弁護士でもあり、首相のトニー・ブレアと結婚している。彼の祖父のアルジャノン・シドニー・ブースはアブラハム・リンカーンを暗殺したジョン・ウィルクス・ブースの叔父だった。